# 480i
480i，一种視頻顯示格式。字母i表示隔行扫描，数字480表示垂直方向有480条扫描線。通常水平分辨率为640 像素，纵横比为4:3，即標準清晰度電視（SDTV）。帧率通常为60FPS，常表示为480i60。
480i可以使用日本广播标准ISDB进行广播。常用帧率为59.94FPS。
480i格式通常用在支持NTSC制式的国家或地区（北美、日本、台灣等）。